# لا كامبانيلا

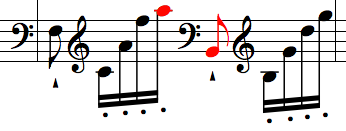

مقطوعة «لا كامبانيلا» (الجرس الصغير بالإيطالية). وهي المقطوعة الثالثة من ستّ مقطوعات (منهاج باغانيني الكبير) - وتدعى (اس 141) واحدة من أصعب المقطوعات المعدّة للبيانو وهي من تأليف الموسيقار الهنغاري الكبير فرانز ليست عام 1851. وقد وضعها نقلاً عن مقطوعة (كونشيرتو الكمان 2 - ب مينور) للموسيقار باغانيني -1838 - وضعت بالأساس للكمان حيث يستخدم جرس صغير لتغطية الانتقال الحاد للعلامات. المقطوعة تعزف برتم (أليغريتو) وتضطر فيها اليد اليمنى للقفز بمسافة أكبر من أوكتاف وأحياناً إلى مسافة أوكتافين خلال فترة 16 علامة فقط بدون أي راحة. تستخدم هذه المقطوعة لتدريب عازفي البيانو المحترفين على دقة انتقال الأصابع وعلى تقوية استخدام الإصابع الضعيفة.